# Tuse Sogn
Tuse Sogn 

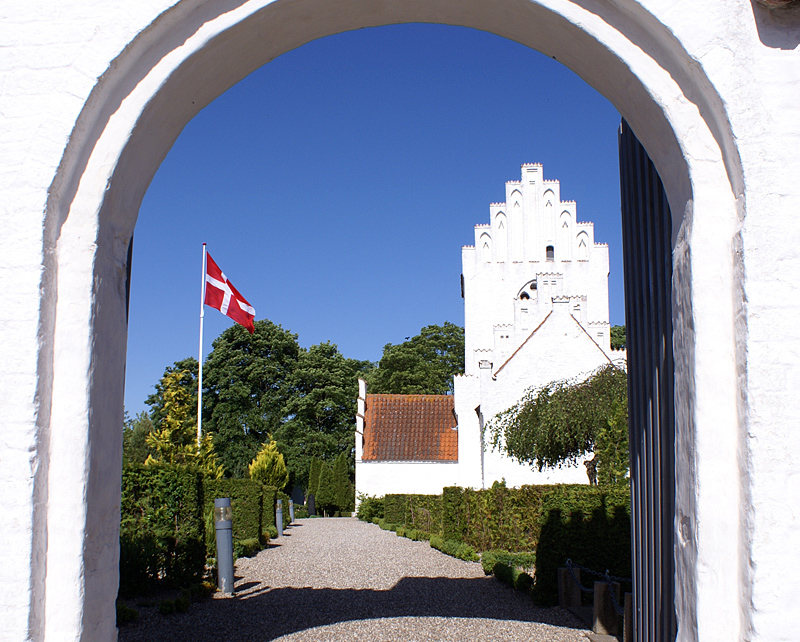
Tuse Kirke

ist eine ehemalige Kirchspielsgemeinde (dän.: Sogn)
auf der Insel Sjælland im südlichen Dänemark.
Bis 1970 gehörte sie zur Harde Tuse Herred im damaligen Holbæk Amt, danach zur Holbæk Kommune im Vestsjællands Amt, die im Zuge der  Kommunalreform zum 1. Januar 2007 in der „neuen“ Holbæk Kommune in der Region Sjælland aufgegangen ist.
Am 2. Dezember 2012 wurde Tuse Sogn mit der südlichen Nachbargemeinde Butterup Sogn zum Butterup-Tuse Sogn zusammengelegt. Im Kirchspiel lebten am 1. Oktober 2012 2881 Einwohner, im Butterup Sogn 239.
Im Kirchspiel liegt die Kirche von Tuse.
Nachbargemeinden waren im Osten Tveje Merløse Sogn, im Süden Søstrup Sogn und Butterup Sogn, im Südwesten Kundby Sogn, im Westen Gislinge Sogn und im Norden Hagested Sogn.